# Ørbæk
Ørbæk är en tätort i Nyborgs kommun i Region Syddanmark i Danmark. Tätorten har 1 729 invånare (2024). Den ligger på Fyn, cirka 10 kilometer sydväst om Nyborg. Ørbæk var centralort i Ørbæks kommun fram till kommunreformen 2007.